# ループレヒト (バイエルン王太子)
ループレヒト・フォン・バイエルン（ドイツ語: Rupprecht von Bayern, 1869年5月18日 - 1955年8月2日）は、バイエルンおよびドイツの王族、軍人。最後の王太子、バイエルン公、ライン宮中伯。ドイツ帝国陸軍の最終階級は元帥。

## 生涯
1869年、バイエルン王子ルートヴィヒ（後のバイエルン国王ルートヴィヒ3世）とエスターライヒ＝エステ大公女マリア・テレジア（モデナ公フランチェスコ5世の姪）の長男としてミュンヘンに生まれた。
第一次世界大戦ではドイツ陸軍第6軍の指揮官を務め、1916年には元帥となった。
1919年に母のマリア・テレジアが死去したためジャコバイトの支持するイングランド王ロバート（英語: Robert）、スコットランド王ロバート4世（スコットランド語: Robert IV）となった。
1921年には父の死去によりバイエルン王家の家長となった。
1939年にイタリアに亡命したが、妻子をはじめとするバイエルン王家の人間がハンガリーに残留していたため、1944年に逮捕されザクセンハウゼン強制収容所やダッハウ強制収容所などに収容された。1945年のナチス・ドイツの降伏後に、ようやくミュンヘンに戻ることができた。1955年、シュタルンベルクのロイトシュテッテン城において86歳で死去した。

## 家族
1900年、ヴィッテルスバッハ家傍系の同族であるバイエルン公カール・テオドールの四女マリー・ガブリエーレと結婚。3男2女を儲けたが、成人したのは1人だけだった。マリー・ガブリエーレとは1912年に死別した。
- ルイトポルト（1901年 - 1914年）
- イルミンガルト（1902年 - 1903年）
- アルブレヒト（1905年 - 1996年） - バイエルン王家家長。
- 女子（死産、1906年）
- ルドルフ（1909年 - 1912年）

1921年、ルクセンブルク大公ギヨーム4世の四女アントニア（シャルロット女大公の妹）と再婚し、1男5女を儲けた。
- ハインリヒ（英語版）（1922年 - 1958年） - 1951年にリュストラック男爵ジャンの娘アンヌ・マリー（1927年 - 1999年）と結婚。
- イルミンガルト（英語版）（1923年 - 2010年） - 従兄のバイエルン王子ルートヴィヒ（英語版）と結婚。家長となった甥たちに跡継ぎの男子がないことから、その長子のルイトポルトがバイエルン王家家長となると目されている。
- エーディタ（1924年 - 2013年） - ティト・トンマーゾ・マリア・ブルネッティと結婚、グスタフ・クリスティアン・シマートと再婚。
- ヒルダ（1926年 - 2002年） - 1949年にフアン・ブラドストック・エドガル・ロケット・デ・ロアイサと結婚。
- ガブリエーレ（1927年 - 2019年） - 1953年にクロイ公カール（1914年 - 2011年）と結婚。
- ゾフィー（1935年 - ） - 1955年にアーレンベルク公ジャン＝エンゲルベルト（オランダ語版）（1921年 - 2011年）と結婚。

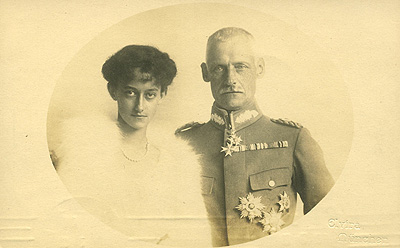
アントニアとループレヒト